# Semotrachia
Semotrachia é um género de gastrópode  da família Camaenidae.
Este género contém as seguintes espécies:
- Semotrachia euzyga
- Semotrachia sublevata
- Semotrachia winneckeana